# 阿莱什·科塔利克
阿莱什·科塔利克（捷克語：Aleš Kotalík，1978年12月23日—），生于因德日赫赫拉德茨，捷克男子冰球运动员。他曾代表捷克国家队参加2006年冬季奥林匹克运动会冰球比赛，获得一枚铜牌。